# Angelo Comini
Angelo Comini, född 1839 i Artegna i nuvarande Italien, död 1916, var en italiensk arkitekt och byggmästare verksam i Salzburger Land, Österrike mellan 1879 och 1915.
Under sin produktiva period kom han att uppföra 100 större hotellbyggnader i den välkända kurorten Bad Gastein. Dessa stenpalats utgör en stor kontrast till den omgivande alpnaturen. Cominis byggnadsverk är uppförda på delvis brant, mycket kuperad terräng med höjdskillnader inom orten på upp till 100 meter. 
Angelo Comini tog med sig över 400 italienska gästarbetare till Bad Gastein och inhyste dessa i vad som kom att bli en "italiensk enklav" i en för övrigt tysktalande bygd.
Sedan början av 1990-talet står flera av dessa stenpalats tomma, företrädesvis de som är belägna vid Bad Gasteins berömda vattenfall. Husen ägs idag av den i Wien bosatte affärsmannen, Franz Duval. Duval har vid ett flertal tillfällen blivit uppvaktad av köpare till de imponerande byggnaderna, som utgör en stor del av Bad Gasteins centrala delar, men inte visat intresse för en försäljning eller utveckling av dessa fastigheter.
Angelo Cominis byggnadsverk, belägna i Bad Gasteins övre del, med välkända hotell såsom Salzburger Hof, Wildbad, Gisela och Post, drivs idag av Janus Ges m b H och har genomgått ett investeringsprogram de senaste åren[när?] på ca 50 miljoner euro.